# Imanbek
Imanbek Zeikenov (em cazaque:  Иманбек Зейкенов; nascido em 21 de outubro de 2000), conhecido mononimamente como Imanbek, é um DJ e produtor musical cazaquistanês. Em 2019, tornou-se internacionalmente famoso com o remix da canção "Roses" de Saint Jhn.

## Carreira
Nascido no Cazaquistão, ele é da cidade de Aksu e toca violão desde os 8 anos de idade. Ele estudou e trabalha com transporte ferroviário (em um ponto ele trabalhou na estação ferroviária de Aksu), mas está envolvido na produção musical desde 2017. Seu remix de Roses, do rapper guianense-americano Saint Jhn, trouxe-lhe atenção internacional. (O remix foi feito sem o envolvimento de Saint Jhn, já que as tentativas de Zeikenov de contatá-lo no Instagram falharam e ele não recebeu uma resposta). Ele apareceu nas paradas de toda a Europa, incluindo Bélgica, Hungria, Holanda, Polônia, Índia e Suécia, tornando-se número 1 no Shazam World. Com base no sucesso e popularidade do remix, a música original gravada em 2016, apareceu na parada da Billboard dos EUA, na UK Singles Chart e em outras paradas, incluindo Áustria, Canadá, Dinamarca, França, Alemanha, Irlanda em 2019. Ele assinou com o selo russo Effective Records e lançou sua primeira música no selo Dharma Worldwide da KSHMR, um sub-selo da Spinnin Records. Em 24 de novembro de 2020, ele foi indicado ao Grammy na categoria de Melhor Gravação Remixada por seu remix de "Roses" de Saint Jhn.
Em 12 de fevereiro de 2021, Imanbek lançou Bang, um extended play (EP) colaborativo de 4 faixas com a cantora inglesa Rita Ora. Foi lançado simultaneamente ao lado de seu single principal "Big" com o DJ francês David Guetta e participação do rapper americano Gunna. O cantor argentino de trap Khea fez uma participação na música "Mood", que também aparece no EP.

## Discografia

### Extended plays
| Título              | Detalhes do extended play                                                                                    |
| ------------------- | --- |
| Bang (com Rita Ora) | - Lançamento: 12 de fevereiro de 2021 - Gravadoras: Asylum, Atlantic - Formatos: download digital, streaming |

### Singles
| "Roses (Imanbek Remix)" (com Saint Jhn)                                       | 2019 | 3  | 1 | 2 | 4 | 1 | 1 | 4  | 2  | 1  | 4 | - RIAA: Platina - ARIA: 3× Platina - BPI: Platina - BVMI: Platina - IFPI DEN: Platina - RMNZ: 2× Platina - SNEP: Diamante | While the World Was Burning   |
| "I'm Just Feelin' (Du Du Du)" (com Martin Jensen)                             | 2020 | —  | — | — | — | — | — | 99 | —  | —  | — | | Não adicionado a nenhum álbum |
| "Brother Louie" (com Vize e Dieter Bohlen participação de Leony)              | 2020 | 64 | — | — | — | — | — | —  | —  | —  | — | | Não adicionado a nenhum álbum |
| "Blackout" (participação de Tory Lanez)                                       | 2020 | —  | — | — | — | — | — | —  | —  | —  | — | | Não adicionado a nenhum álbum |
| "Too Much" (com Marshmello e participação de Usher)                           | 2020 | —  | — | — | — | — | — | —  | —  | —  | — | | Não adicionado a nenhum álbum |
| "Kill Me Better" (com Don Diablo e participação de Trevor Daniel)             | 2020 | —  | — | — | — | — | — | —  | —  | —  | — | | Não adicionado a nenhum álbum |
| "Goodbye" (com Goodboys)                                                      | 2020 | —  | — | — | — | — | — | —  | —  | 59 | — | | Não adicionado a nenhum álbum |
| "Big" (com Rita Ora e David Guetta com participação de Gunna)                 | 2021 | 95 | — | — | — | — | — | —  | 68 | 53 | — | | Bang                          |
| "—" denotes items which were not released in that country or failed to chart. |      |    |   |   |   |   |   |    |    |    |   | |                               |

### Outros lançamentos
Imanbek tem vários outros lançamentos, mais notavelmente:
- "Valentino" (com 24kGoldn)
- "SAD" (com Rasster)
- "Take Me" (com O'Neill)
- "Hot" (com Parah Dice)
- "Smoke It Up" (com Stephanskiy)
- "Dop"
- "Clandestina" (com Filv e Edmofo e participação de Emma Peters)
- "Voyage, Voyage" (com Duboss)
- "Romantic Dance" (com DJ Dmimixer e participação de Murana)
- "Summertime Sadness"
- "Hey Baby" (com Afrojack e participação de Gia Koka)[30]

## Prêmios e indicações
| Prêmio                | Ano  | Destinatário(s) e nomeado(s)          | Categoria                        | Resultado |
| --------------------- | ---- | ------------------------------------- | -------------------------------- | --------- |
| Grammy Awards         | 2021 | Roses (Imanbek Remix) (com Saint Jhn) | Gravação Remixada, Não Clássica  | Venceu    |
| UK Music Video Awards | 2021 | "Goodbye" (com Goodboys)              | Best Dance/Electronic Video - UK | Indicado  |